# Krokodyl nowogwinejski
Krokodyl nowogwinejski (Crocodylus novaeguineae) – gatunek gada z rodziny krokodylowatych (Crocodylidae).
OpisZ wyglądu podobny do krokodyla syjamskiego, szczególnie młode osobniki. Pysk jest stosunkowo wąski. Ubarwienie ciała brązowawe i szare z ciemnymi paskami na ciele i ogonie, które jest bardziej wyraźne u młodszych osobników. Gatunek ten jest rzadko spotykany w ogrodach zoologicznych jak i w hodowlach prywatnych, uznawany jest jako bardzo rzadki i trudno dostępny.
RozmiaryDługość do 3,5 m (samce) i 2,7 (samice)
BiotopSłodkowodne jeziora i bagna.
PokarmRyby, wodne ptaki, płazy i gady. Młode jedzą wodne bezkręgowce i owady.
BehawiorAktywny wieczorem i w nocy.
RozmnażanieSamice dojrzewają przy długości 1,6–2 m, samce ok. 2,5 m. Z początkiem pory deszczowej samica buduje gniazdo w kształcie kopca, do którego składa od 22 do 45 jaj. Samica pozostaje w pobliżu aż do wylęgu, który następuje po ok. 80 dniach. Zaobserwowano, że zarówno samice jak i samce pomagają młodym wydostać się z gniazda i przenoszą je do wody.
WystępowanieNowa Gwinea (zarówno w części należącej do Indonezji, jak i Papui-Nowej Gwinei) i sąsiednia wyspa Kimaam (Indonezja); na Wyspach Aru prawdopodobnie wymarł. Obecnie szacuje się, że populacja tego gatunku w przyrodzie to około 100 tys. sztuk.